# 天主教卡塔赫納總教區
天主教卡哥伦比亚塔赫納總教區（拉丁語：Arcidioecesis Carthaginensis in Columbia）是哥倫比亞一個羅馬天主教總教區，下轄四個教區。
教區成立於1534年4月24日（自巴拿馬城教區，時屬西維爾總教區），1900年6月20日升為總教區。總教區位於玻利瓦爾省北部，2006年有教友1,076,000人，佔轄區總人口87.6%。教區下轄102個堂區，有135名司鐸。現任教區總主教為喬治·亨利·希門內斯·卡瓦哈爾。